# 基 (僧)
基（き、拼音: jī）は、中国唐代の仏教家であり、法相宗を起した。著述の自署は大乗基または基。窺基（きき）と通称されるが、窺の字を付けない「基」が正しい名前である。

## 生涯
姓は尉遅氏で、字は洪道、大慈恩寺に住したので、慈恩大師と尊称される。京兆郡長安県の出身。父は唐の左金吾将軍の尉遅宗（尉遅敬徳の従弟）。
17歳で出家し、玄奘三蔵に師事して、彼の訳場に列して中国語の点検をした。また、顕慶4年（659年）に訳した『成唯識論』を注釈して『成唯識論述記』『成唯識論掌中枢要』を著し、『唯識三十頌釈』中の護法の釈論を中心に据えて、真諦（しんだい）訳を中心としたそれまでの唯識説を批判し、新唯識説を打ち立てた。
龍朔元年（661年）の『弁中辺論』『唯識二十論』と、翌年の『異部宗輪論』、翌々年の『界具足論』の漢訳では、筆受を務めた。
また、五台山に遊方した経験があり、道宣との交際もあった。多くの著書を持ち「百本の疏主、百本の論師」と称された。その著書中の『法苑義林章』と『成唯識論述記』から法相宗の宗義が形成され、基を宗祖とするに至った。そこから、法相宗を慈恩宗とも称した。

### 三車法師
出家するにあたって、師の玄奘に、女色と酒肉を断たないことを条件として要求し、僧となってからは酒、女、そして経典を載せる三つの車を率いたという逸話から、三車法師というあだ名がつけられたという。しかし、「宋高僧伝」における玄奘と基との逸話は学術的には信頼性に欠けるものとされ、この逸話を記載する「宋高僧伝」自身も、基自らが「自序」において語る来歴との齟齬から、もし基が事実を述べているとするなら、誹謗中傷の説であると述べている。

## 主な著書
- 『瑜伽論略纂』
- 『百法論疏』
- 『因明入正理論疏』（略称『因明大疏』） - 『因明入正理論』の注釈書
- 『妙法蓮華経玄賛』（略称[4]『法華玄賛』）
- 『無垢称経疏』
- 『大乗法苑義林章』

## 伝記資料
- 『宋高僧伝』巻4